# Eichfelder (Konzeptkünstler)

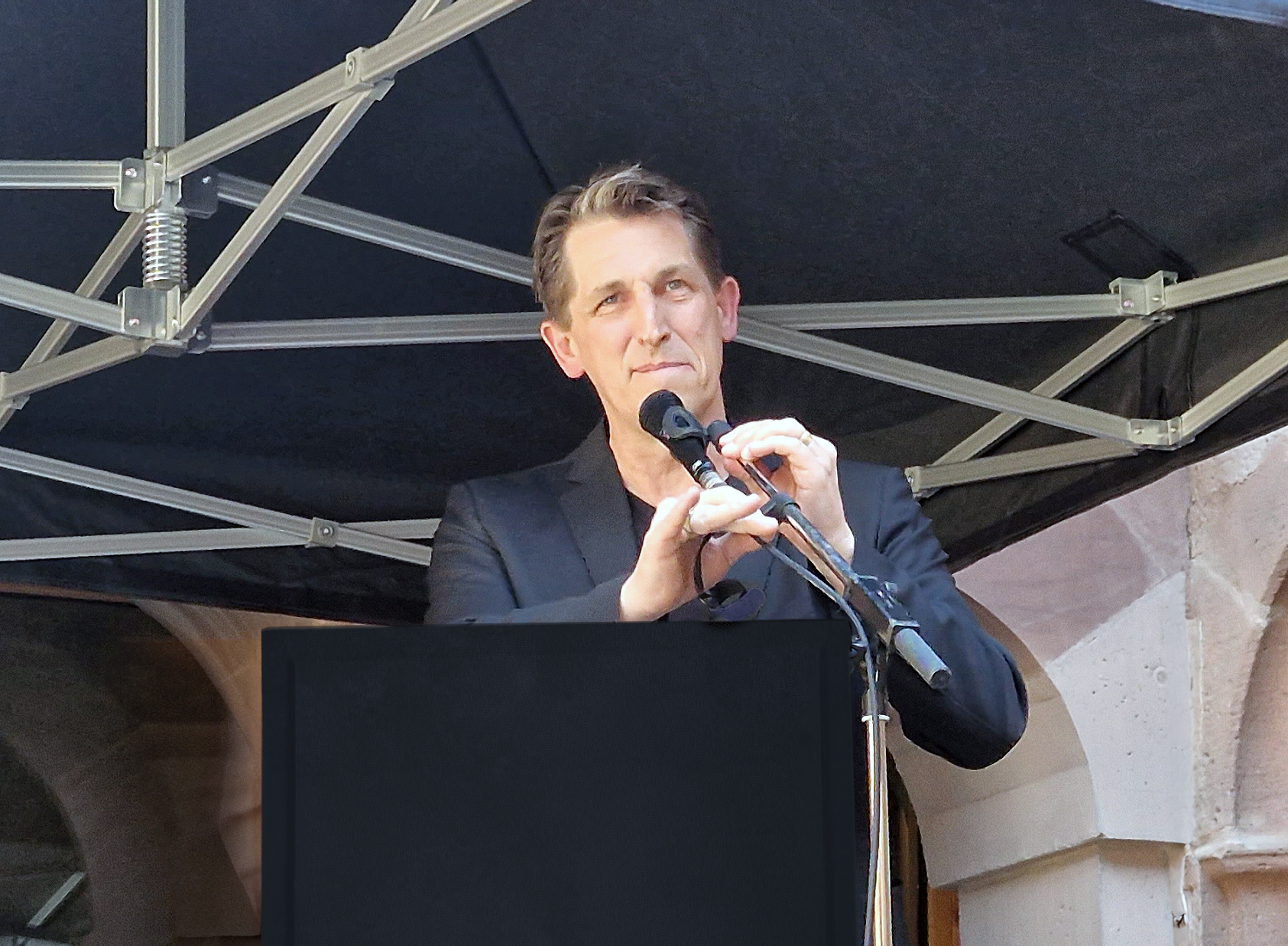
Eichfelder (2023)

Eichfelder (* 1967 in Worms) ist ein deutscher Designer und Konzeptkünstler. Er kombiniert archaische Elemente mit modernen künstlerischen Techniken, unter anderem in den Bereichen Land-Art, Digitalkunst und Malerei. Seine Arbeiten sind stark von der Geschichte und der Mythologie inspiriert.

## Leben
Eichfelder lebt und arbeitet in Worms, Rheinland-Pfalz. Seine mehrjährigen Reisen durch mehrere Kontinente haben seine künstlerische Entwicklung deutlich beeinflusst. Als Designer arbeitet er ausschließlich im soziokulturellen Bereich (Museen, Gedenk- und Welterbestätten, Kulturfestivals).

## Werk
Eichfelders künstlerischer Stil ist geprägt von der Verschmelzung historischer Motive mit zeitgenössischen Techniken. Er nutzt eine Vielzahl von Materialien und Methoden, darunter traditionelle Malerei, digitale Medien, Video-Installationen, Skulptur und Land-Art. Diese Vielfalt ermöglicht es ihm, komplexe historische Themen auf unterschiedliche Weise zu erkunden und darzustellen. Zu seinen wichtigen Arbeiten zählen:

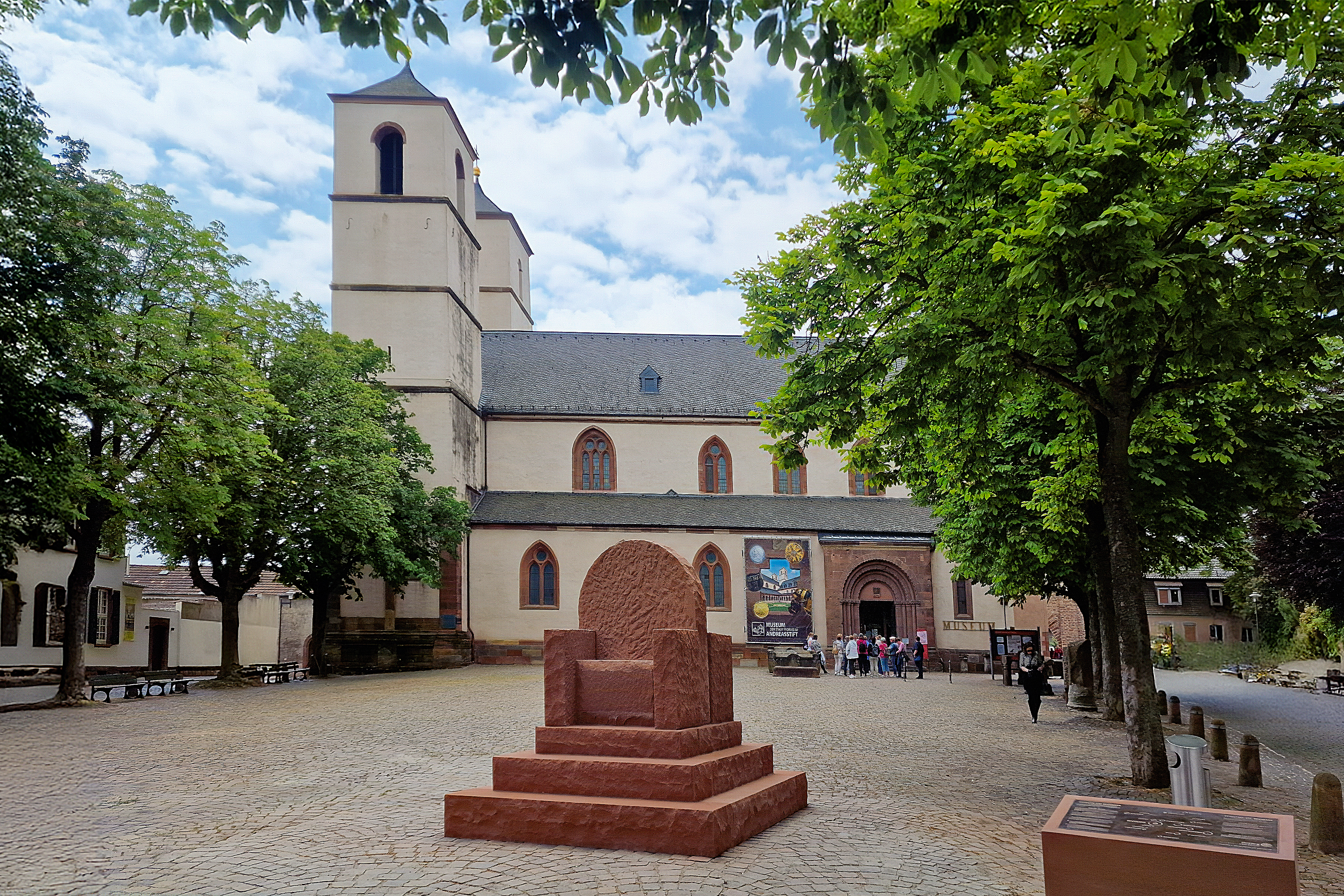
Thron zu Worms auf dem Weckerlingplatz zwischen Dom und Museum Andreasstift, Sandsteinskulptur von Eichfelder, 2025

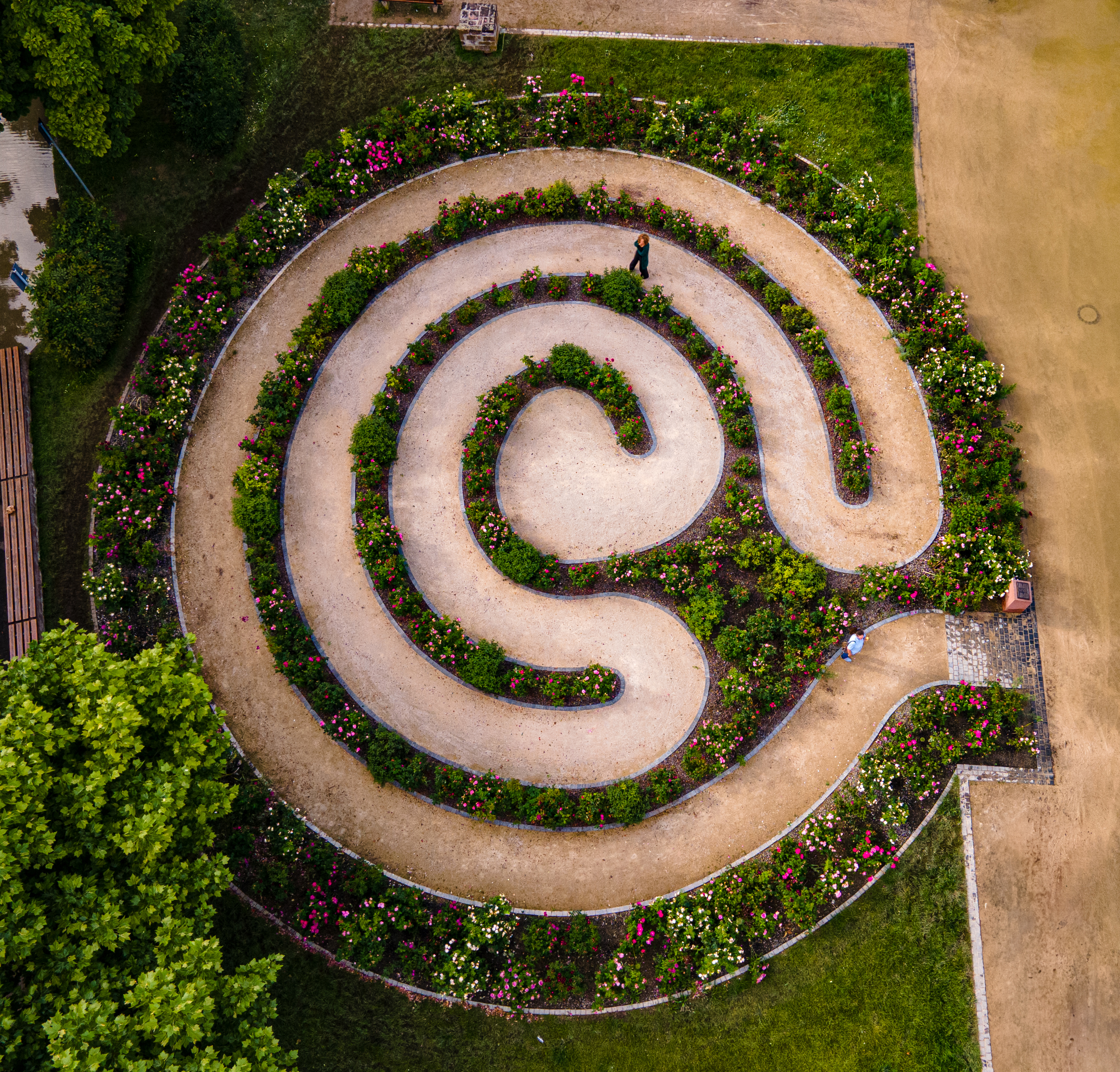
Kriemhilds Rosengarten am Wormser Rheinufer – Land-Art-Projekt von Eichfelder, 2021

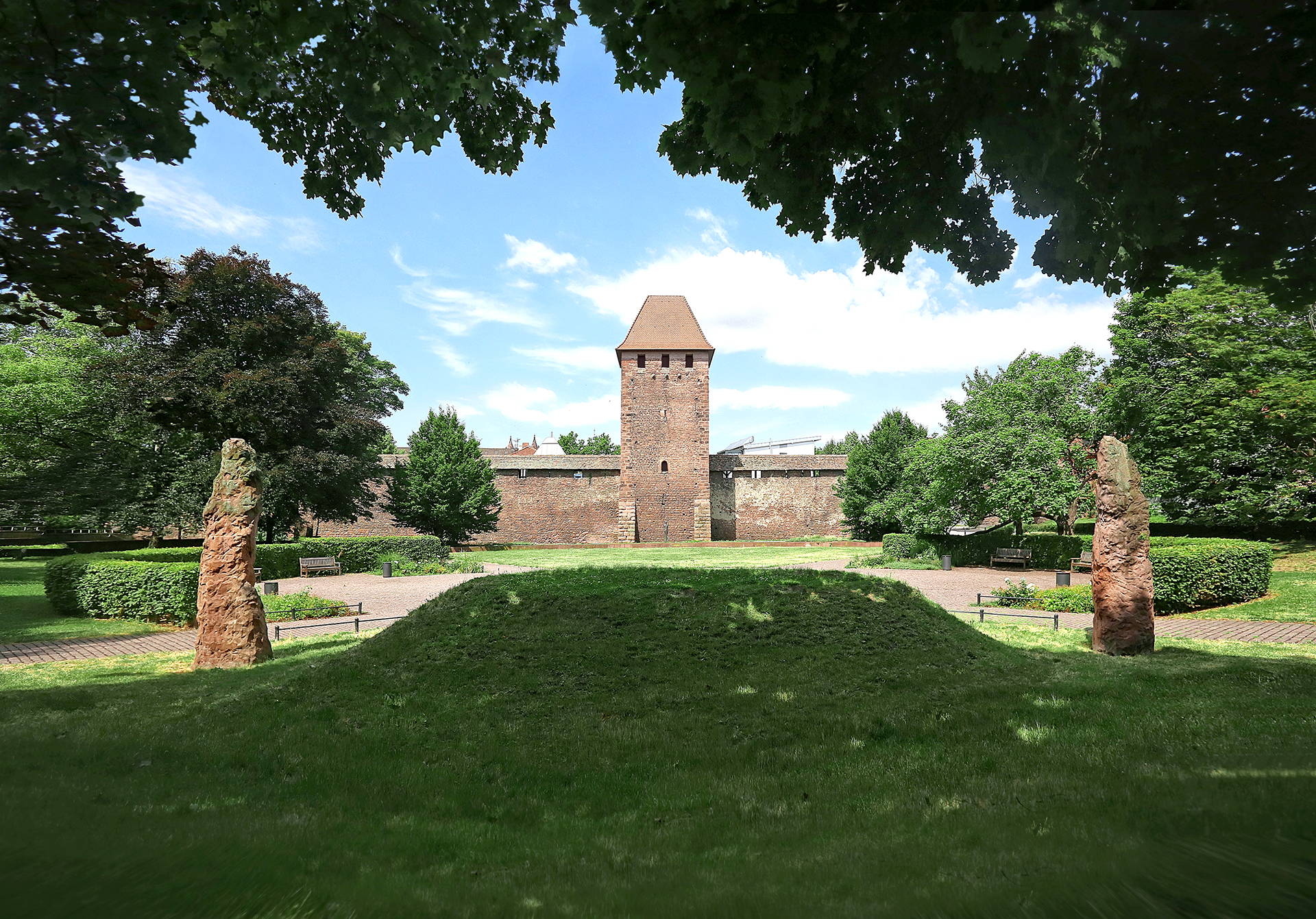
Land-Art-Projekt „Siegfrieds Grab“ von Eichfelder

### Thron zu Worms (2025)
Der Thron zu Worms ist eine Sandsteinskulptur in Form eines rudimentär ausgearbeiteten Doppelthrons, der an die zentrale Bedeutung der Stadt Worms im Mittelalter erinnert. Die beiden Seiten des Thrones stehen rein exemplarisch für die Herrscher Karl der Große und Friedrich Barbarossa, die in Worms ihre häufigsten Reichsversammlungen bzw. Hoftage abhielten. Flankiert wird der „Thron zu Worms“ von einer Bronzetafel, die eine Karte mit kurzer Erläuterung zeigt.
Die Skulptur, ein rund 12 Tonnen schwerer Doppelthron aus Sandstein, wurde im Mai 2025 auf dem Weckerlingplatz zwischen dem Wormser Dom und dem Stadtmuseum eingeweiht.

### Kriemhilds Rosengarten (2021)
Ein labyrinthisches Land-Art-Projekt am Rheinufer von Worms, das verschiedene kulturelle und sagenhafte Traditionen vereint. Die Installation von „Kriemhilds Rosengarten“ besteht aus einem Labyrinth aus Rosen und einer Gruppe von drei Linden, die so eng zueinander gepflanzt sind, dass sie eine gemeinsame Krone bilden und in ferner Zukunft möglicherweise auch einen gemeinsamen Stamm.
Eichfelder verbindet in dieser Arbeit die Nibelungensage mit älteren mythischen Schichten.

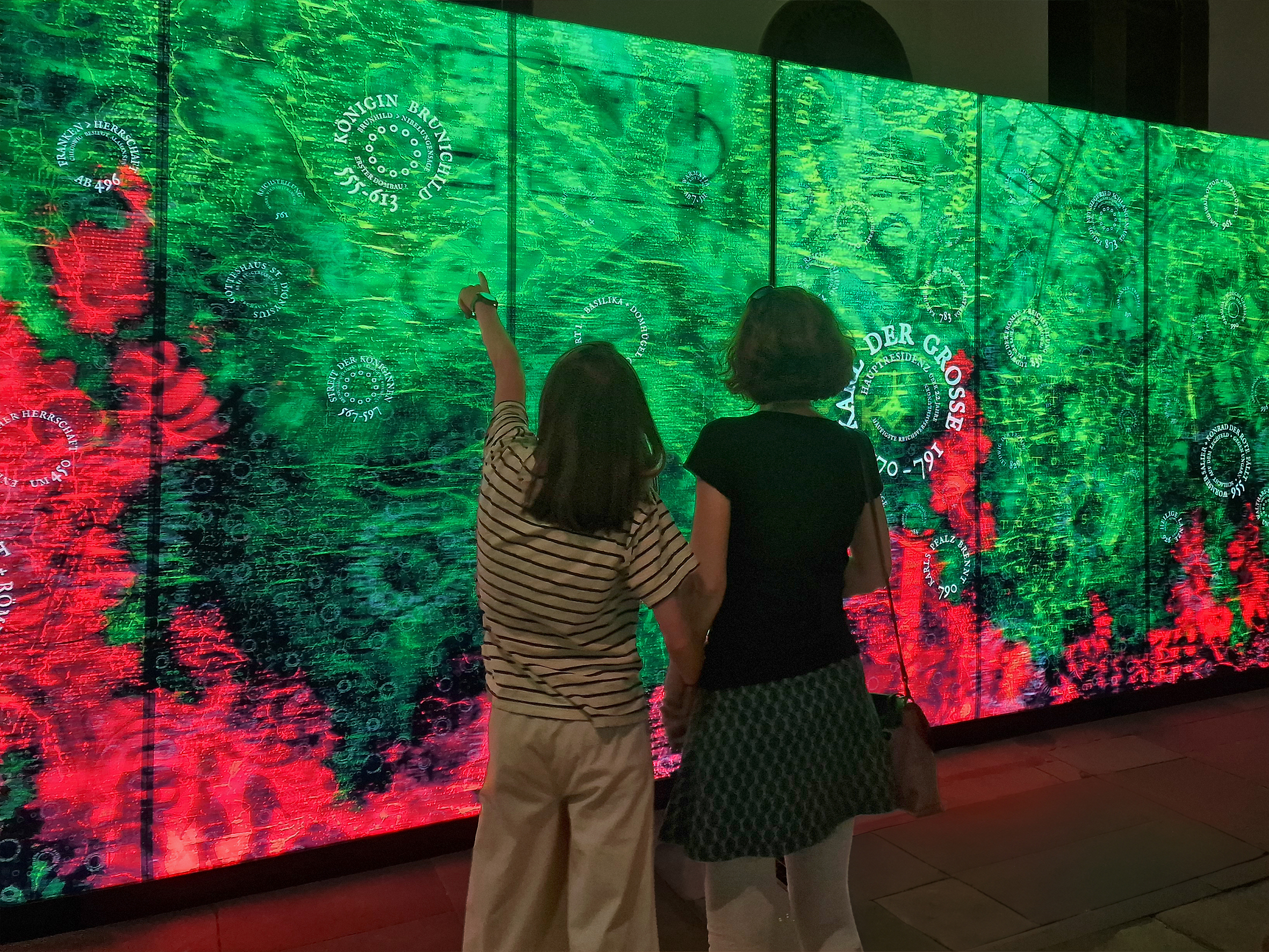
Borbetografie, ein digitales Wandbild (Ausschnitt) zur Geschichte der Stadt Worms von Eichfelder, 2023

### Siegfrieds Grab (2002)
Siegfrieds Grab ist die künstlerische Interpretation eines prähistorischen Wormser Hügelgrabes.
Das Land-Art-Projekt besteht aus einem 14 Meter langen Tumulus, der von zwei über vier Meter hohen Menhiren flankiert wird. „Siegfrieds Grab“ erinnert sowohl an die fast vergessene Sagentradition jenseits des Nibelungenliedes als auch an die prähistorische Siedlungsgeschichte der Nibelungenstadt.

### Borbetografie (2023)
Die Borbetografie ist ein großformatiges Digitalkunstwerk, das die Geschichte der Stadt Worms von der keltischen Zeit bis heute darstellt. Es erstreckt sich über mehr als 100 Quadratmeter und ist im Museum Andreasstift ausgestellt. Diese Arbeit visualisiert die historische Entwicklung der Stadt und ihre Verflechtungen mit der Sagenwelt. Jedes Jahrhundert ist auf einem Meter dargestellt und visualisiert so Kontinuität und Dynamik der Geschichte.

### Petroglyphen
Die Petroglyphen sind eine Serie von quadratischen Bildwerken, die von prähistorischen Felsritzungen inspiriert sind. Die Mischtechniken visualisieren mythische Welten und organische Landschaften.